# Cyrtopholis innocua
Cyrtopholis innocua är en spindelart som först beskrevs av Anton Ausserer 1871.  Cyrtopholis innocua ingår i släktet Cyrtopholis och familjen fågelspindlar.
Artens utbredningsområde är Kuba. Inga underarter finns listade i Catalogue of Life.